# パウル・バーダー

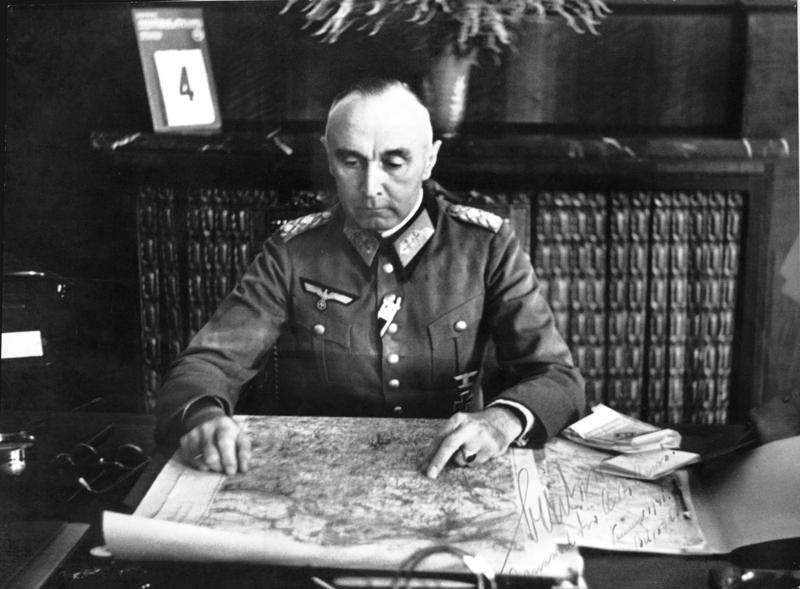
パウル・バーダー砲兵大将（1941年夏頃）

パウル・バーダー（Paul Bader, 1883年7月20日 - 1971年2月28日）は、ドイツの軍人。第二次世界大戦中、陸軍の将校として第2歩兵師団（自動車化）の師団長などを務めた。最終階級は砲兵大将（General der Artillerie）。

## 経歴
1883年、ラールに生を受ける。
1903年10月1日、故郷ラールに駐屯していた第4バーデン第66野戦砲兵連隊（4. Badische Feldartillerie-Regiment Nr. 66）に候補生（Fahnenjunker）として配属される。1905年2月19日には士官候補生（Fähnrich）に昇進し、また1906年5月21日には少尉（Leutnant）に昇進している。1912年4月1日から1912年8月15日まで同連隊の第1大隊で副官（Adjutant）を務め、その後1912年10月1日までコルマールに駐屯する第3上アルザス第80野戦砲兵連隊（3. Ober-Elsässisches Feldartillerie-Regiment Nr. 80）で連隊副官（Regimentsadjutant）を務めた。1913年11月20日、中尉（Oberleutnant）に昇進。
第一次世界大戦中は西部戦線で従軍。1915年4月18日、大尉（Hauptmann）に昇進。1915年10月12日から敗戦まで第39野戦砲兵旅団（39. Feldartillerie-Brigade）の副官として勤務した。
敗戦後も共和国軍に残留し、1933年4月1日から1934年9月30日まで第5砲兵連隊で連隊長を務める。
第二次世界大戦中、中将（Generalleutnant）に昇進したバーダーは第2歩兵師団（自動車化）の指揮官となり、ポーランド侵攻に参加した。同師団のポーランドにおける戦歴としては、特にトゥホラ森の戦いが知られる。その後、同師団はフランス侵攻にも参加した。
1941年7月、砲兵大将（General der Artillerie）に昇進すると共に、占領地セルビアの軍政長官（Militärbefehlshaber）に就任。彼はこの職に付いた時、「共産テロリストに対する攻勢闘争の即時開始」（sofortigen Aufnahme des Angriffskampfes gegen die kommunistischen Terrorbanden）を命じている。同年10月4日、ヴィルヘルム・リスト元帥は抵抗運動組織との闘争において、必要が応じた際に射殺する為の人質を収容する、いわゆる人質収容所（Geiselsammellager）の建設を行わせている。1943年8月から10月10日まで第21山岳軍団（XXI. Gebirgs-Armeekorps）司令官を務め、以後は待機司令官(Führerreserve)に編入されていた。1944年3月31日、陸軍を退役する。
戦後はエメンディンゲンに暮らした。1964年1月3日には人質収容所に関する審議に呼び出され、国防軍の軍人がそれらについて関与していなかった旨を証言した。1971年2月28日死去。

## 受章
- 鉄十字章（1914年版）
  - 一級・二級鉄十字章[3]
- フリードリヒ勲章（ドイツ語版）
  - 剣付一級騎士十字章[3]
- ツェーリング獅子勲章（ドイツ語版）
  - 剣・柏葉付二級騎士十字章[3]
- ハンザ都市同盟十字章（ドイツ語版）ハンブルク章[3]
- 一級・二級鉄十字章略章
- ドイツ十字章金章（1943年1月29日受章）[4]